# Platja de Santa Marina
La Platja de Santa Marina és una platja de la  parròquia de  Ribadesella del concejo homònim, Astúries. S'emmarca en les platges de la Costa Verda Asturiana i és considerada  paisatge protegit, des del punt de vista mediambiental. Per aquest motiu estan integrades, segons informació del Ministeri d'Agricultura, Alimentació i Medi Ambient, en el Paisatge Protegit de la Costa Oriental d'Astúries.

## Descripció
La platja de Santa Marina és una de les més extenses d'Astúries, presentant un gran arenal que s'endinsa a la ria de Ribadesella que s'obre costat de la muntanya Cordero i a la qual aboca les seves aigües el riu Sella. Presenta un pedregar (que es pot recórrer durant la marea baixa, arribant fins Tereñes) a la zona occidental, situat sota la muntanya Somos.
Els seus accessos per als vianants a la sorra són còmodes i fàcils consistents en escales i rampes. En ser una platja dins d'un nucli urbà, disposa de pràcticament tota mena de serveis: lavabos, dutxes, papereres, servei de neteja, oficina de turisme, telèfons, establiments de begudes i menjars; així com advertència de perill mitjançant megafonia i serveis de socorrisme, encara que només en l'època estival.
A més el seu interès augmenta per comptar en l'extrem oest, restes de petjades de dinosaure (icnites) i darrere del passeig poden contemplar-se diverses viles  modernistes i indianas.

## Història
Al principi la platja es trobava separada del nucli poblacional. És per això que l'estudi de l'urbanisme de la mateixa està relacionat amb el desenvolupament de Ribadesella com a població. Els primers "estiuejants" han deixat les seves pròpies petjades en les construccions que es poden veure a peu de platja. Es tractava de membres de l'aristocràcia i de l'alta burgesia tant de la regió com d'altres zones, fins i tot de la capital del país, Madrid. La seva arribada massiva es devia a la presència a la zona d'un balneari en què s'oferien tant banys de mar, com de iode i algues. Aquest balneari va sorgir a iniciativa dels marquesos d'Argüelles en 1910.
Comença a sorgir a partir d'aquest moment els primers xalets que es construeixen alineats davant del mar com el de la pròpia Marquesa d'Argüelles, conegut com a Vila Rosario; el xalet d'Antero Prieto o l'anomenada Vila Sant Pere, tot ells d'aquesta època.
D'aquesta manera, abans de l'esclat de la  guerra del 36, la platja de Santa Marina s'havia convertit en el que podria qualificar-se com una ciutat jardí que comptava amb al voltant de trenta construccions, totes elles sumptuoses, presentant torres, miradors envidrats, terrasses ... A l'arribada dels anys seixanta, comença a sentir-se els efectes del “desarrollisme”. En els anys vuitanta i noranta del segle xx es comença la construcció d'adossats, amb caràcter de segona residència.
Pot destacar també que aquesta platja forma part del Camí de Sant Jaume, dirigint cap a San Pedro, Abeu i Leces, on compten amb alberg de pelegrins.